# Stadsboerderij

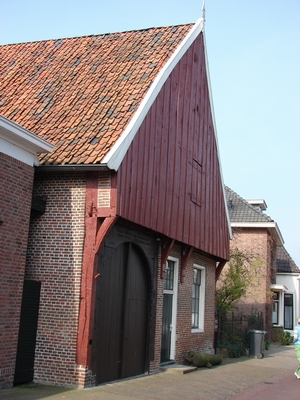
Een stadsboerderij in Groenlo

Een stadsboerderij was tot ver in de twintigste eeuw een boerderijtype binnen de stadsmuur of wallen van een versterkte stad.

## Geschiedenis
De weidegrond of akkers van de stadsboer of akkerburger liepen met name tijdens de Tachtigjarige Oorlog risico om ten prooi te vallen aan rondzwervende legers, muitende soldaten of plunderaars. Permanente vestiging in een vestingstad bood enige veiligheid. Akkerburgers, Duits: Ackerbürger, waren in tegenstelling tot de stadsboer zowel boer als ambachtsman. De ambachtsman vulde zijn inkomsten aan middels akkerbouw of veeteelt. In beide gevallen werd dagelijks het vee naar binnen- en buiten de muren geleid, oogsten werden binnen de muren opgeslagen. Tijdens een belegering kon een vestingstad door de aanwezigheid van de stadsboerderij tot een eventueel ontzet zelfvoorzienend zijn. Ook nadat de stadsvestingen werden opgeheven bleven er stadsboeren. In Deventer sloot de laatste 'wortelboer' in 1990 zijn stal.